# Trung bình nhân

trung bình nhân, trong ví dụ với l_{2} vuông góc với A̅B̅.

Trung bình nhân (trong toán học) hay Số bình quân nhân (trong thống kê), là một trong ba trung bình Pythagoras, hai trung bình kia là trung bình cộng và trung bình điều hòa.

## Định nghĩa
Trung bình nhân của n số thực lớn hơn không x1, x2,..., xn > 0 là:
{\displaystyle {\sqrt[{n}]{x_{1}\cdot x_{2}\dotsb x_{n}}}={\bigg (}\prod _{i=1}^{n}x_{i}{\bigg )}^{1/n}}
Trung bình nhân luôn luôn nhỏ hơn hoặc bằng trung bình cộng.
Log của trung bình nhân là trung bình cộng của log:
{\displaystyle \ln \left[{\bigg (}\prod _{i=1}^{n}x_{i}{\bigg )}^{1/n}\right]={\frac {\sum _{i=1}^{n}\ln x_{i}}{n}}}

## Trung bình nhân có hệ số
Trong một trung bình nhân có hệ số, các số x1, x2,..., xn thay vì nhân thẳng với nhau (tức là mỗi số có lũy thừa 1) thì trước đó sẽ lấy lũy thừa theo các hệ số và lấy căn bằng tổng các hệ số. Có nghĩa la:
Với các hệ số α1, α2,..., αn > 0.
Đặt {\displaystyle \alpha =\alpha _{1}+\alpha _{2}+\cdots +\alpha _{n}}.
Trung bình nhân của các số x1,..., với hệ số α1,..., là:
{\displaystyle {\sqrt[{\alpha }]{x_{1}^{\alpha _{1}}x_{2}^{\alpha _{2}}\cdots x_{n}^{\alpha _{n}}}}}